# Polish International 2007
Die Polish International 2007 im Badminton fanden vom 26. bis zum 29. April 2007 statt.

## Medaillengewinner
| Disziplin    | Gold                                 | Silber                                     | Bronze                                     |
| ------------ | ------------------------------------ | ------------------------------------------ | ------------------------------------------ |
| Herreneinzel | Vladislav Druzchenko                 | Martin Bille Larsen                        | Rafał Hawel                                |
| Herreneinzel | Vladislav Druzchenko                 | Martin Bille Larsen                        | Raul Must                                  |
| Dameneinzel  | Chie Umezu                           | Tatjana Bibik                              | Elizabeth Cann                             |
| Dameneinzel  | Chie Umezu                           | Tatjana Bibik                              | Jill Pittard                               |
| Herrendoppel | Mikkel Delbo Larsen Jacob Chemnitz   | Johannes Schöttler Tim Dettmann            | Robert Mateusiak Michał Łogosz             |
| Herrendoppel | Mikkel Delbo Larsen Jacob Chemnitz   | Johannes Schöttler Tim Dettmann            | Alexej Vasiliev Evgeny Dremin              |
| Damendoppel  | Kamila Augustyn Nadieżda Kostiuczyk  | Christinna Pedersen Mie Schjøtt-Kristensen | Katja Michalowsky Annekatrin Lillie        |
| Damendoppel  | Kamila Augustyn Nadieżda Kostiuczyk  | Christinna Pedersen Mie Schjøtt-Kristensen | Maria Väisänen Elina Väisänen              |
| Mixed        | Robert Mateusiak Nadieżda Kostiuczyk | Tim Dettmann Annekatrin Lillie             | Jacob Chemnitz Marie Røpke                 |
| Mixed        | Robert Mateusiak Nadieżda Kostiuczyk | Tim Dettmann Annekatrin Lillie             | Mikkel Delbo Larsen Mie Schjøtt-Kristensen |